# Esther Jansma
Esther Jansma, née à Amsterdam le 24 décembre 1958 et dont la mort est annoncée le 23 janvier 2025 à Utrecht, est une archéologue spécialisée en dendrochronologie, et poétesse néerlandaise.

## Biographie
Esther Jansma fait une carrière d'enseignante-chercheuse en géologie à l'université d'Utrecht, où elle se spécialise en dendrochronologie, une discipline de la botanique utilisée notamment en archéologie,.
Elle est poétesse et publie son premier recueil de poèmes, Stem onder mijn bed (Voix sous mon lit) en 1988. En 1990, elle publie Bloem, steen (Fleur, Pierre), qui retrace ses sentiments après la mort de son bébé juste après l'accouchement.

## Distinctions
Esther Jansma obtient plusieurs prix littéraires nationaux pour ses poèmes :
- prix Halewijn (1998) ;
- prix VSB de la Poésie  (1999) ;
- prix Hugues C. Pernath (2001) ;
- prix Jan-Campert (2006) ;
- prix A. Roland Holst (2006) ;
- prix C.C.S. Crone (2014).

## Publications (sélection)
- Waaigat, poésie (1993)
- Picknick op de wenteltrap, roman (1997)
- Hier is de tijd, poésie (1998), reçoit le prix de poésie VSB
- Dakruiters, poésie (2000), reçoit le prix Hugues C. Pernath
- Alles is nieuw, poésie (2005), nommé au prix de poésie VSB, reçoit les prix littéraires A. Roland Holst-Penning et Jan Campert